# كيني ووكر
كيني ووكر (بالإنجليزية: Kenny Walker)‏ مواليد 18 أغسطس 1964 في روبرتا، هو لاعب كرة سلة أمريكي معتزل. بدأ مسيرته الاحترافية في سنة 1986. تم اختياره من قبل فريق نيويورك نيكس خلال الدرافت. يبلغ طوله 6 قدم 8 بوصة (2.0 م). اعتزل اللعب في 1997. أحرز خلال مسيرته في الإن بي إيه 3128 نقطة بمعدل 7.0 نقاط في المباراة الواحدة.

## المسيرة الاحترافية
لعب مع نيويورك نيكس من سنة 1986 إلى 1991، ثم لعب مع نادي جرانوليريس لكرة السلة في الدوري الإسباني في موسم 1991–1992، ثم لعب مع فابريانو باسكت في سنة 1993، ثم لعب مع نادي قصرش لكرة السلة في الدوري الإسباني في سنة 1993، ثم لعب مع واشنطن ويزاردز من سنة 1993 إلى 1995.

## روابط خارجية
- كيني ووكر على موقع إن بي أي (الإنجليزية)
- كيني ووكر على موقع سبورتس رفرنس (الإنجليزية)
- كيني ووكر على موقع الدوري الإسباني لكرة السلة (الإسبانية)
- كيني ووكر على موقع كرة السلة الأوروبية.كوم (الإنجليزية)
- كيني ووكر على موقع كلية كرة السلة في سبورتس رفرنس.كوم (الإنجليزية)
- كيني ووكر على موقع ريلجم (الإنجليزية)
- كيني ووكر على موقع سبورتس رفرنس (الإنجليزية)